# Коседовский, Кшиштоф
Кши́штоф Кази́меж Коседо́вский (пол. Krzysztof Kazimierz Kosedowski; 12 декабря 1960, Тчев) — польский боксёр полулёгкой весовой категории, выступал за сборную Польши в первой половине 1980-х годов. Бронзовый призёр летних Олимпийских игр в Москве, обладатель серебряной медали чемпионата Европы, победитель многих международных турниров и национальных первенств.

## Биография
Кшиштоф Коседовский родился 12 декабря 1960 года в городе Тчев, Поморское воеводство. Рос в большой многодетной семье, активно занимался боксом уже с раннего детства. Первого серьёзного успеха на ринге добился в 1980 году, когда в полулёгком весе выиграл чемпионат Польши среди боксёров-любителей (впоследствии повторил это достижение ещё трижды). Благодаря этой победе удостоился права защищать честь страны на летних Олимпийских играх в Москве, в одном из стартовых матчей со счётом 5:0 сумел победить олимпийского чемпиона из Северной Кореи Ку Ён Джу, однако в полуфинальном матче проиграл титулованному кубинцу Адольфо Орте.
Получив бронзовую олимпийскую медаль, Коседовский продолжал оставаться в основном составе национальной сборной, в частности, в 1981 году побывал на чемпионате Европы в Тампере, откуда привёз медаль серебряного достоинства (в решающем матче со счётом 1:4 уступил немцу польского происхождения Рихарду Новаковскому). Два года спустя боролся за медали на европейском первенстве в Варне, однако вынужден был покинуть турнир после стадии четвертьфиналов. В 1986 году в лёгкой весовой категории боксировал на чемпионате мира в американском городе Рино, тем не менее, пройти дальше отборочных матчей не смог. Вскоре после этих соревнований оставил спорт, всего в его послужном списке 287 боёв, из них 256 окончены победой, 3 — ничьей, 28 — поражением.
После окончания карьеры Кшиштоф Коседовский работал в различных спортивных организациях, выполнял обязанности менеджера и тренера. Снялся как актёр в польском художественном фильме 2000 года «Парни не плачут». Его братья Лешек и Дариуш тоже были довольно известными боксёрами, первый представлял Польшу на Олимпийских играх 1976 года в Монреале, тогда как второй пробовал силы на профессиональном ринге.